# Pycnolejeunea porrectilobula
Pycnolejeunea porrectilobula là một loài Rêu trong họ Lejeuneaceae. Loài này được C. J. P. Bastos & O. Yano mô tả khoa học đầu tiên năm 2002.